# Festival Yakayalé
Le festival Yakayalé est unfestival de musiques actuelles ayant lieu chaque année en avril à Quimper au Pavillon Penvillers.

## Organisation
Régiescène en assure l'organisation.

## Histoire

### 2007
L'édition accueille Bunny Wailer.

### 2008
Le festival est entaché par plusieurs incidents.

### 2010
Le festival a fêté ses 10 ans en 2010 avec notamment Archive et Iggy & The Stooges à l'affiche.

### 2011
L'édition 2011, n'ayant pu avoir lieu à Quimper, s'est tenue à Lorient.
Le Festival Yakayalé est rebaptisé Insolent «collection printemps».

### 2024
L'édition 2024 propose des animations de cirque et de théâtre.